# Haus Lewin (Walter Gropius)

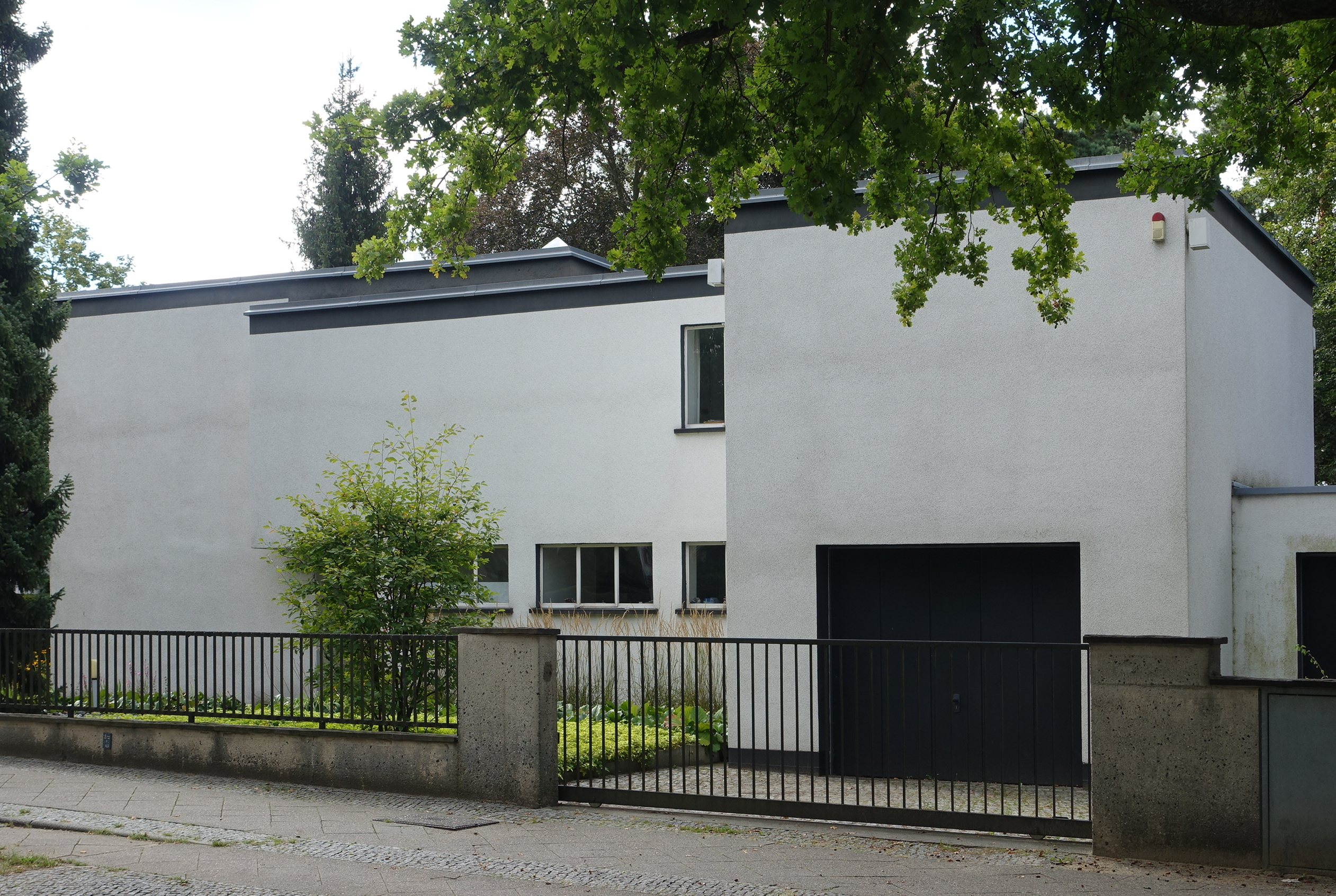
Straßenseitige Ansicht des Hauses Lewin

Das Haus Lewin in der Fischerhüttenstraße 106 ist ein Baudenkmal im Berliner Ortsteil Zehlendorf im Bezirk Steglitz-Zehlendorf. Es wurde zu Beginn des 20. Jahrhunderts vom Architekten Walter Gropius geplant und unter seiner Leitung errichtet.

## Geschichte
Der Bauherr Josef Lewin, ein jüdischer Verlagsdirektor, beauftragte 1928 den Architekten Walter Gropius mit dem Entwurf eines Einfamilienhauses. Vermittelt wurde der Auftrag durch Adolf Sommerfeld. Trotz anfänglicher Ablehnung durch die Baupolizei wegen einer Beeinträchtigung des Straßenbildes wurde das Projekt realisiert. 1933 musste Josef Lewin emigrieren; das Haus wurde enteignet.

## Architektur
Das zweigeschossige Haus mit Flachdach zählt zu den wenigen funktionalistischen Privatbauten von Gropius, in denen er die Idee vom „Haus als Baukasten im Großen“ umsetzte. Es wurde statt der ursprünglich geplanten Skelettkonstruktion als konventioneller Mauerwerksbau ausgeführt. Die gegliederte Kubatur aus unterschiedlich hohen Baukörpern, ein dunkles Sockelband sowie auskragende Ecken bestimmen das Erscheinungsbild. Horizontale Fenster mit Metallprofilen folgen einem einheitlichen Modulmaß.
Der zentrale Wohn- und Essbereich ist ostseitig ausgerichtet und öffnet sich zu einer Terrasse im Süden. Die Innenausstattung folgte der Idee des Neuen Bauens: Stahlrohrmöbel von Marcel Breuer, rote Linoleumböden und wandintegrierte Einbauten mit einheitlichem Holzfurnier prägen das reduzierte Raumkonzept. 1966 wurde das Haus renoviert und die Einfriedung zur Straße erneuert. Später veränderte ein seitlicher Anbau die ursprüngliche Kubatur.

## Denkmalschutz
Das Haus Lewin steht unter Denkmalschutz und ist in der Denkmaldatenbank des Landesdenkmalamts Berlin unter der Objekt-Dokumentationsnummer 09075739 registriert.